# 石海山麓薩爾費爾登
石海山麓薩爾費爾登（德语：Saalfelden am Steinernen Meer）是奧地利的城市，位於該國北部，距離首府濱湖采爾約14公里，由薩爾斯堡邦負責管轄，面積118.36平方公里，海拔高度748米，2012年人口16,046。

## 外部連結
- （德文） Saalfelden official site